# گوهرفروشان مهتاب
گوهرفروشان مهتاب (فرانسوی: Les bijoutiers du claire de lune‎) فیلمی در ژانر درام و جنایی به کارگردانی روژه وادیم است که در سال ۱۹۵۸ منتشر شد. از بازیگران آن می‌توان به بریژیت باردو، آلیدا والی، استیون بوید، آنتونیو پریتو و فرناندو ری اشاره کرد.
این فیلم نخستین فیلم دوبله شده بریژیت باردو به زبان فارسی بود و برای اولین بار در ایران در نخستین روز گشایش سینما رادیوسیتی در تهران به نمایش درآمد.